# Lihue
Lihue är den näst största staden på ön Kauai i Kauai County, Hawaii, USA med cirka 5 674 invånare (2000). Lihue betyder "kall köld" på hawaiiska. Staden innehåller countyts administrationsbyggnad och öns största shoppingcentrum.

## Kända personer födda i Lihue
- Eric Shinseki, general och politiker, arméchef 1999-2003, krigsveteranminister 2009-.